# Meloak Sepakat
Meloak Sepakat is een bestuurslaag in het regentschap Gayo Lues van de provincie Atjeh, Indonesië. Meloak Sepakat telt 194 inwoners (volkstelling 2010).